# Ten oorlog
Ten Oorlog is een reeks van vier televisieprogramma's van en met televisiemaker Arnout Hauben, met als thema's de Eerste en de Tweede Wereldoorlog. Deze programma's werden tussen 2013 en 2020 gemaakt door productiehuis De chinezen en uitgezonden op de zender Eén (VRT).

## Ten Oorlog I
Ten Oorlog I werd in 2013 uitgezonden op de zender Eén naar aanleiding van de honderdste herdenking van het begin van de Eerste Wereldoorlog. In acht afleveringen trekt presentator Arnout Hauben, met cameraman Mik Cops en acteur Jonas Van Thielen, langs de frontlijn van de Eerste Wereldoorlog, helemaal van Nieuwpoort tot Gallipoli in Turkije. Hun tocht loopt via Frankrijk, Italië, Slovenië, Albanië, Noord-Macedonië en Griekenland. Onderweg gaan ze op zoek naar sporen van de Groote Oorlog en spreken ze met de mensen in wie de Eerste Wereldoorlog nog voortleeft. Ze plaatsen elke dag een herdenkingspaaltje op hun traject, als eerbetoon aan de vele helden van de oorlog. Aan de hand van dagboekfragmenten brengt acteur Jonas Van Thielen die helden weer tot leven.
Op het EBU Eurovision Creative Forum in Berlijn wordt Ten Oorlog I in 2013 bekroond met de eerste prijs.
| Aflevering | Inhoud | Kijkcijfers       |
| ---------- | --- | ----------------- |
| Afl. 1     | Start vanop het strand van Nieuwpoort; dwars door de Westhoek tot in Ploegsteert.                                                                                                | 932.078 kijkers   |
| Afl. 2     | De slagvelden van Noord-Frankrijk: Loos, Vimy en de Somme. | 818.396 kijkers   |
| Afl. 3     | Vertrek vanuit Reims; militair domein Camp de Suippes; Argonne met de grootste Amerikaanse WOI-begraafplaats; Verdun.                                                            | 925.914 kijkers   |
| Afl. 4     | Door de Vogezen naar Pfetterhouse; met de trein door het neutrale Zwitserland; het Italiaanse Bormio.                                                                            | 820.717 kijkers   |
| Afl. 5     | Trektocht door de Italiaanse Dolomieten en Tirol. | 809.671 kijkers   |
| Afl. 6     | Vertrek vanuit Slovenië; de Isonzo-rivier; het dorpje Bovec; opnieuw de Italiaanse grens over met aankomst in de havenstad Triëst.                                               | 902.969 kijkers   |
| Afl. 7     | Met de overzetboot naar Albanië; het bergdorp Hormovë; Noord-Macedonië en de begraafplaats van Bitola tot aan het meer van Doiran nabij de Griekse grens.                        | 1.002.394 kijkers |
| Afl. 8     | Van de grote geallieerdenbegraafplaats van Thessaloniki tot het einddoel van de tocht: de stranden van het Turkse Gallipoli. Hier wordt de legendarische slag van 1915 herdacht. | 809.543 kijkers   |
| Afl. 9     | Compilatie van de mooiste en onuitgegeven fragmenten uit de reeks, afgewisseld met nieuwe portretten.                                                                            | 728.979 kijkers   |

## Ten Oorlog II
Ten Oorlog II is het tweede seizoen in de reeks Ten Oorlog. Het programma werd gemaakt door productiehuis De chinezen en in 2015 uitgezonden op de zender Eén (VRT).
In tien afleveringen herdenkt Ten Oorlog II de zeventigste verjaardag van het einde van de Tweede Wereldoorlog. Opnieuw gaat Arnout Hauben op stap met cameraman Mik Cops en acteur Jonas Van Thielen. Ditmaal volgen ze het spoor van geallieerde legers die Europa bevrijd hebben. In de eerste vijf afleveringen reizen ze de Amerikaanse generaal Omar Bradley en zijn troepen achterna, van in Londen tot op de stranden van Normandië. Daarna volgen ze Bradleys spoor richting Parijs en de Ardennen, tot Torgau aan de Elbe in Duitsland. In de volgende vijf afleveringen doorkruisen Hauben en co het oostfront en reizen ze de Sovjet-troepen van generaal Georgy Zhukov achterna. Deze tocht start in Stalingrad en leidt via Kiev en Warschau naar Berlijn. In deze tv-reeks praat Arnout Hauben onderweg met de laatste ooggetuigen en brengt hij zo de oorlogsperiode weer tot leven. Deze keer wordt de route niet gemarkeerd met herdenkingspaaltjes, maar verzamelt acteur Jonas Van Thielen elke dag een blik met aarde op een bijzondere plek, die gelinkt is aan een vergeten held. Op basis van dagboekfragmenten vertelt hij het verhaal van deze held. Aan het einde van de reeks worden de blikken met aarde vanuit Berlijn naar de nabestaanden opgestuurd.
| Aflevering | Inhoud | Kijkcijfers       |
| ---------- | --- | ----------------- |
| Afl. 1     | Het eerste deel van de reeks start in Londen in het spoor van de Amerikaanse en Britse troepen; New Forest; Weymouth aan de Engelse zuidkust.                 | 910.844 kijkers   |
| Afl. 2     | Oversteek van het Kanaal; aankomst op Omaha Beach in Normandië; de stadjes Saint Lô en Chambois; aankomst in Parijs.                                          | 928.893 kijkers   |
| Afl. 3     | Het militaire kamp van Mourmelon; met de trein naar Luxemburg; door de Ardennen naar Bastogne.                                                                | 973.598 kijkers   |
| Afl. 4     | Malmedy en de Oostkantons; de Duitse grens oversteken; Aken; Remagen aan de Rijn.                                                                             | 921.668 kijkers   |
| Afl. 5     | Van Frankfurt via Weimar naar het concentratiekamp van Buchenwald; de tocht aan het westfront eindigt in Torgau aan de Elbe.                                  | 1.008.773 kijkers |
| Afl. 6     | Het tweede deel van de reeks start in het Russische Stalingrad; oversteek van de Don-rivier in Rossosj; aankomst in Koersk.                                   | 1.031.532 kijkers |
| Afl. 7     | Tocht door Oekraïne; oversteek van de Dnjepr-rivier en aankomst in de hoofdstad Kiev; de Duitse begraafplaats van Vitha Poshtova.                             | 928.982 kijkers   |
| Afl. 8     | Wit-Rusland en de Pripjat-moerassen; via de grensstad Brest naar Polen; het vernietigingskamp van Treblinka.                                                  | 922.369 kijkers   |
| Afl. 9     | De tocht door Polen gaat verder; de Vistuala-rivier; aankomst in de hoofdstad Warschau en bezoek aan oude getto; de aflevering eindigt aan de rivier de Oder. | 961.876 kijkers   |
| Afl. 10    | Van Polen naar Duitsland; de dorpjes Reitwein en Seelow; aankomst in Berlijn bij de Reichstag.                                                                | 951.341 kijkers   |

## Ten Oorlog: Onder Vlaamse Velden
In april 2016 beginnen de werkzaamheden aan een nieuwe, 8 kilometer lange gaspijplijn in het West-Vlaamse Langemark. Tijdens de Eerste Wereldoorlog streden onder meer Duitse, Britse, Franse, Nieuw-Zeelandse en Belgische soldaten hier elke dag in de loopgraven. Velen lieten het leven. Honderd jaar later leggen archeologische opgravingen niet alleen stoffelijke resten, maar ook bunkers, munitie en dagelijkse gebruiksvoorwerpen bloot. In deze televisiereeks volgt Arnout Hauben het archeologenteam tijdens de opgravingen. Samen gaan ze op zoek naar sporen en doen ze kleine vondsten waar een groot verhaal achter schuilt.
| Aflevering | Inhoud | Kijkcijfers     |
| ---------- | --- | --------------- |
| Afl. 1     | In Langemark bij Ieper wordt een nieuwe gaspijplijn aangelegd, maar eerst mogen archeologen hun werk doen. Arnout Hauben mag het team helpen en vindt menselijke resten. | 765.647 kijkers |
| Afl. 2     | Hauben en de archeologen gaan verder met hun opgravingen in de Westhoek. Samen leggen ze een loopgraaf bloot. Er komt een op scherp staande granaat aan de oppervlakte.  | 706.195 kijkers |
| Afl. 3     | Arnout Hauben en archeoloog Maarten graven een afvalput uit en komen tot de vaststelling dat het frontleven niet altijd kommer en kwel was.                              | 609.208 kijkers |

## Ten Oorlog: De Bevrijding van Vlaanderen
Arnout Hauben trekt 75 jaar na het einde van de Tweede Wereldoorlog nog een keer ten oorlog door eigen land. In 3 afleveringen vertelt hij het verhaal van de bevrijding van Vlaanderen die eerst vlot lijkt te verlopen, maar dan vastloopt aan de Schelde. Na veel moeite krijgen de geallieerden de toegang tot de haven van Antwerpen toch in handen. Nadat Vlaanderen bevrijd is, volgen er nog maanden van angst, veroorzaakt door Duitse V-bommen. Hauben praat met de allerlaatste getuigen uit deze periode.
| Aflevering | Inhoud | Kijkcijfers       |
| ---------- | --- | ----------------- |
| Afl. 1     | De eerste aflevering start in Rongy waar de bevrijders de Frans-Belgische grens overstaken; trektocht van de Vlaamse Ardennen richting Brussel en Antwerpen.              | 988.639 kijkers   |
| Afl. 2     | De laatste getuigen van de vergeten Slag om Geel; langs het Albertkanaal reist Hauben naar de kust en de monding van de Schelde, waar 75 jaar geleden fel gevochten werd. | 1.084.450 kijkers |
| Afl. 3     | Aflevering over de vliegende bommen die België teisterden. Van de eerste V-bom in het West-Vlaamse Eernegem tot de laatste in het Antwerpse Kalmthout.                    | 985.503 kijkers   |